# Santuário do Bom Jesus do Monte

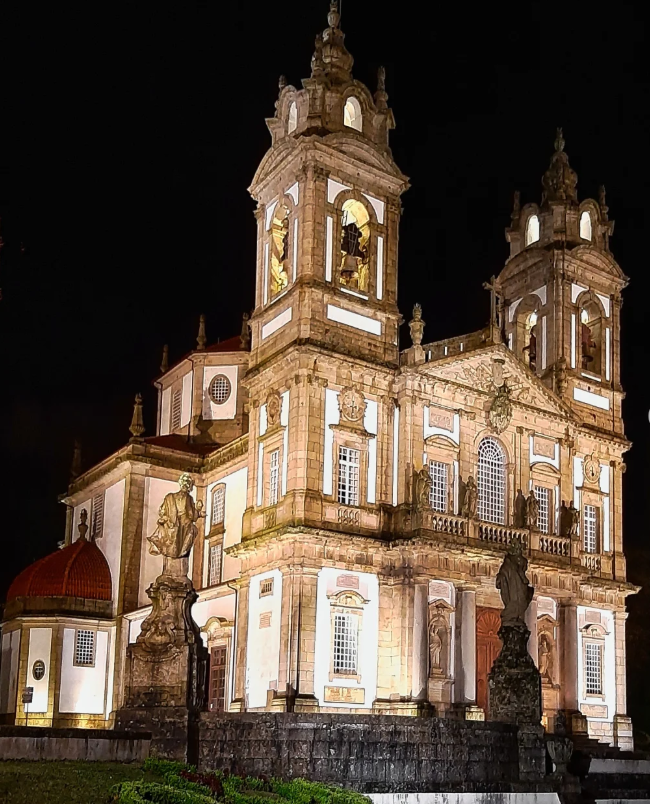
Santuário do Bom Jesus do Monte com vista para a cidade de Braga

O Santuário do Bom Jesus do Monte, também referido como Santuário do Bom Jesus de Braga, localiza-se na freguesia de Tenões, na cidade, município e distrito de Braga, em Portugal. Fica situado nas proximidades do Santuário de Nossa Senhora do Sameiro.
Este santuário católico dedicado ao Senhor Bom Jesus constitui-se num conjunto arquitetónico-paisagístico integrado por uma igreja, um escadório onde se desenvolve a Via Sacra do Bom Jesus, uma área de mata (Parque do Bom Jesus), alguns hotéis e um funicular (Elevador do Bom Jesus).
Foi elevado a basílica-menor em 5 de julho de 2015.
A sua peculiar disposição serviu de inspiração para outras construções, como por exemplo o Santuário de Nossa Senhora dos Remédios em Lamego, e o Santuário do Bom Jesus de Matosinhos na cidade de Congonhas, em Minas Gerais, no Brasil.
Está classificado como Monumento Nacional e declarado Património Mundial da Humanidade pela UNESCO.

## História
Acredita-se que a primitiva ocupação deste sítio remonte ao início do século XIV, quando alguém terá erguido uma cruz no alto do monte Espinho. No ano de 1373 já é mencionada uma ermida no local, sob a invocação da Santa Cruz. Esta ermida terá estado anexa à paróquia de Tenões.
Local de devoção e peregrinação das gentes da região de Braga, em 1494 foi erguida uma segunda ermida, por iniciativa do então Arcebispo de Braga, D. Jorge da Costa, conforme atestam as armas desse prelado, encontradas durante as obras empreendidas em 1839.
Uma terceira ermida foi erguida em 1522 por iniciativa do deão da Sé de Braga, D. João da Guarda, período em que se registou um aumento da devoção no local.
Em 1629 um grupo de devotos constituiu a Confraria do Bom Jesus do Monte, sendo edificada uma capela onde foi colocada uma imagem de Cristo Crucificado, além de casas para abrigo dos romeiros, e as primeiras capelas dos Passos da Paixão, sob a forma de pequenos nichos, dedicados aos episódios da Deposição da Cruz, da deposição no túmulo, da Ressurreição e da Ascensão. Foi nomeado o primeiro ermitão, Pedro do Rosário.
A partir de 1722, o então Arcebispo de Braga, D. Rodrigo de Moura Teles, concebeu e iniciou um grande projeto que desembocaria no atual Santuário.

### Classificação
Em 20 de julho de 2015, foi apresentada a candidatura do Bom Jesus a Património Mundial da Humanidade na Comissão Nacional da Unesco.
Em 1 de junho de 2016, foi anunciado que o Santuário do Bom Jesus integra a lista Indicativa de Portugal ao Património Mundial aprovada pela Comissão Nacional da UNESCO. A lista indicativa constitui pré-requisito indispensável para a candidatura de bens a Património Mundial.
Classificado desde 1970 como Imóvel de Interesse Público, A Direção Regional de Cultura do Norte apresentou em 24 de novembro de 2016 proposta para a ampliação da classificação e eventual reclassificação para Monumento Nacional. O Projecto de Decisão por parte da DGPC foi assinado em 28 de maio de 2019.
Em 30 de janeiro de 2018, foi entregue no Centro Património Mundial da UNESCO, a candidatura do “Santuário do Bom Jesus do Monte em Braga”  à Lista do Património Mundial.
A entrega realizou-se após a validação do Grupo de Trabalho Interministerial, para o Acompanhamento das Candidaturas a Património Mundial e subsequente homologação pelos Ministros dos Negócios Estrangeiros, da Cultura e do Ambiente.
Foi classificado como Património Mundial da Humanidade a 7 de Julho de 2019 durante a 43ª sessão em Baku, Azerbaijão.

## A Basílica do Bom Jesus

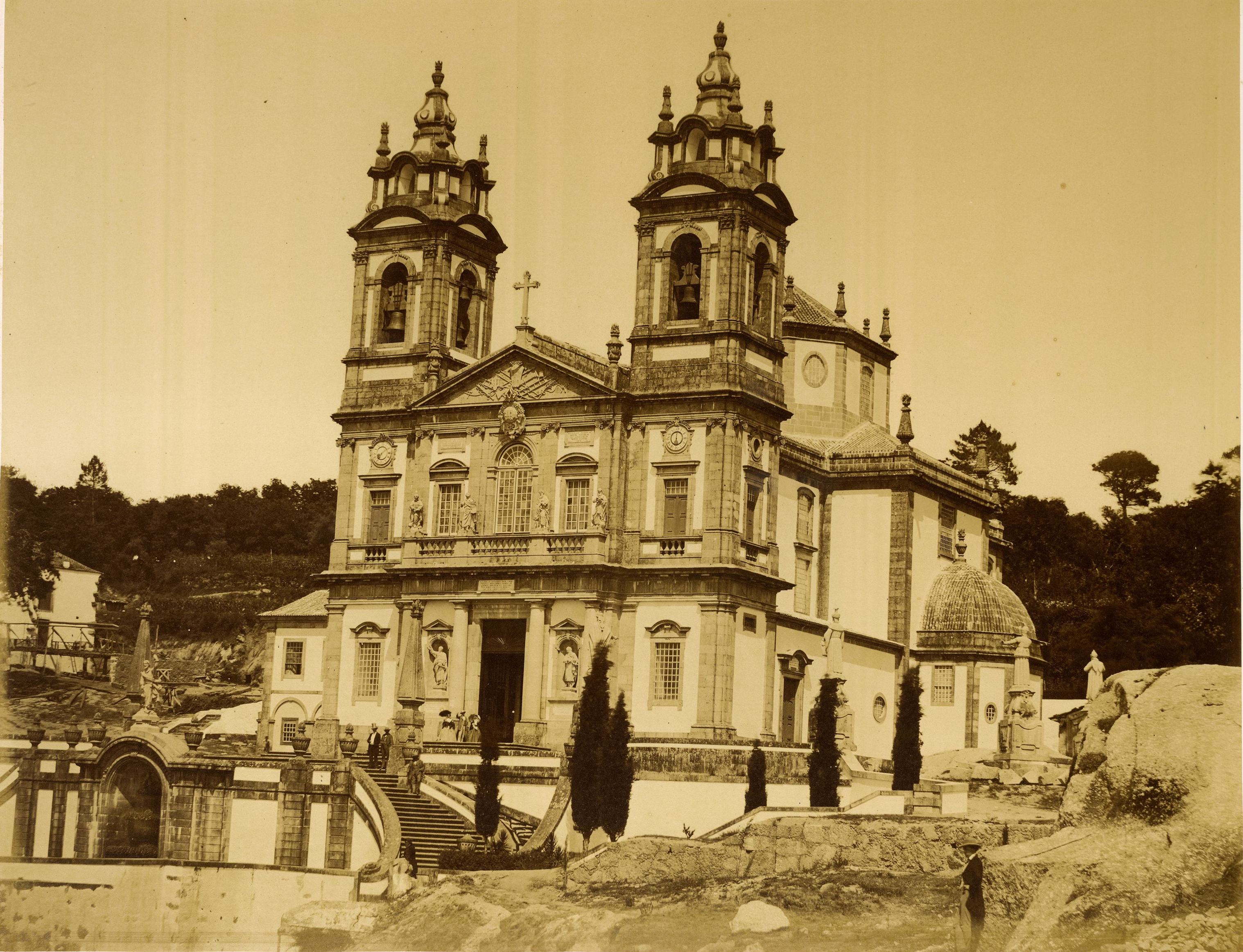
Basílica do Bom Jesus c. 1849-1873.

Esta basílica foi projetada pelo arquiteto Carlos Amarante, por encomenda do então Arcebispo de Braga, D. Gaspar de Bragança, para substituir a igreja anterior, erguida por D. Rodrigo de Moura Teles. As suas obras iniciaram-se a 1 de junho de 1784, tendo ficado concluídas em 1811.
O adro, também projetado por Amarante, apresenta oito estátuas que representam personagens que intervieram na condenação, paixão e morte de Cristo.
A basílica apresenta planta na forma de uma cruz latina, constituindo-se em um dos primeiros edifícios em estilo neoclássico no país. A sua fachada é ladeada por duas torres, encimada por um frontão triangular.

## Escadórios

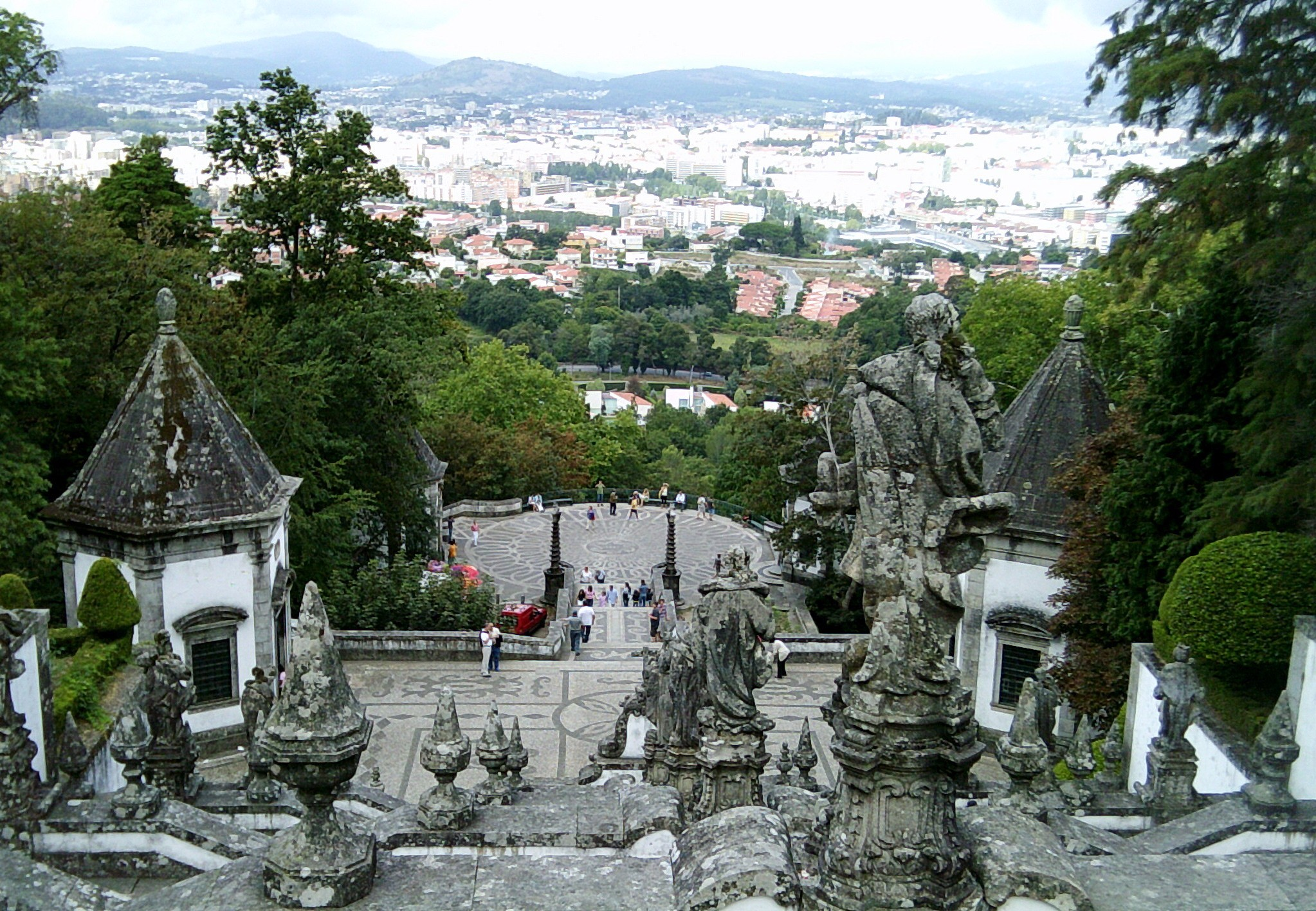
Santuário do Bom Jesus: aspecto do escadório do Pórtico.

Os escadórios vencem um desnível de 116 metros e estão divididos em três lanços:

### Escadório do Pórtico
É acedido pelo Pórtico do Bom Jesus, um arco no início da escadaria, onde se encontra o brasão com as armas do responsável pela sua construção, em 1723, o então Arcebispo de Braga, D. Rodrigo de Moura Teles. Neste lanço inicial encontram-se as primeiras capelas da Via Sacra do Bom Jesus, erguidas no mesmo período.

### Escadório dos Cinco Sentidos

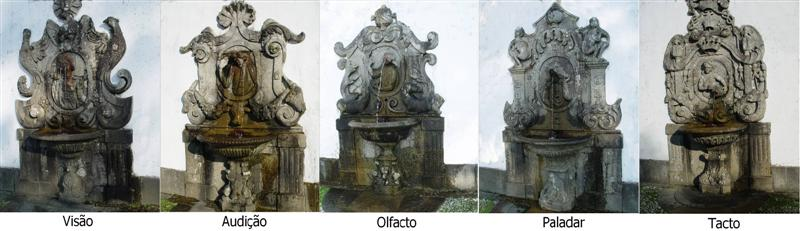
Fontes alegóricas aos Cinco Sentidos.

Neste trecho do escadório desenvolvem-se cinco lances de escadas, intervalados por patamares com fontes alegóricas aos cinco sentidos, pela seguinte ordem: "Visão", "Audição", "Olfato", "Paladar" e "Tato".
Estas fontes são precedidas por outra, a "Fonte das Cinco Chagas", onde se lê a seguinte inscrição: "Fontes de púrpura abriu então o ódio amargo; agora o amor transforma-os aqui em cristais para ti."
Fonte da Visão
Caracteriza-se por uma figura que lança água pelos olhos, e possui a inscrição: "Varão prudente, toma-as por um sonho e assim vigiarás." Do lado direito, uma estátua de Moisés traz a inscrição "Aqueles que feridos olhavam saravam", e outra de Jeremias, com a inscrição "Eu vejo uma cara vigilante".
Fonte da Audição
Caracteriza-se por uma figura que lança água pelos ouvidos, com uma estátua de Judite a tocar cítara e a inscrição "Que cantava ao som da cítara, presidindo os que cantavam e louvavam o Senhor". Do lado esquerdo encontra-se David, com a inscrição "Ao meu ouvido darás gozo e alegria", defronte a uma mulher com a inscrição "Tua voz soe aos meus ouvidos".
Fonte do Olfato
Caracteriza-se por uma figura que lança água pelo nariz, com uma estátua de um varão encabeçada pela inscrição "Dai flores como o lírio e rescendei suave cheiro". Do lado esquerdo encontra-se a figura de Noé, e do direito Sulamita com a inscrição: "A tua estatura é semelhante a uma palmeira… e o cheiro da tua boca é como o das maçãs".
Fonte do Paladar
Caracteriza-se por uma figura que lança água pela boca, com uma estátua de José do Egito com um cálice e um prato nas mãos, e a inscrição "A tua terra seja cheia das bênçãos do Senhor, dos frutos do céu e do orvalho". Do lado esquerdo, a figura de Jónatas com a inscrição "Provei um pouco de mel na ponta duma vara e eis porque morro" e, do direito, Esdras com a inscrição "Prove o pão, e não nos abandones, como o pastor no meio dos lobos".
Fonte do Tato
Caracteriza-se por uma figura que segura uma bilha com as duas mãos, de onde lança água, com a estátua de Salomão e a inscrição "As minhas entranhas estremeceram ao seu toque". Esta estátua está ladeada por Isaías,com a inscrição "Tocou a minha boca", e a de Isaac, invisual, com as mãos estendidas à procura do filho e a inscrição "Chega-te a mim, meu filho, para que te toque".

### Escadório das Três Virtudes

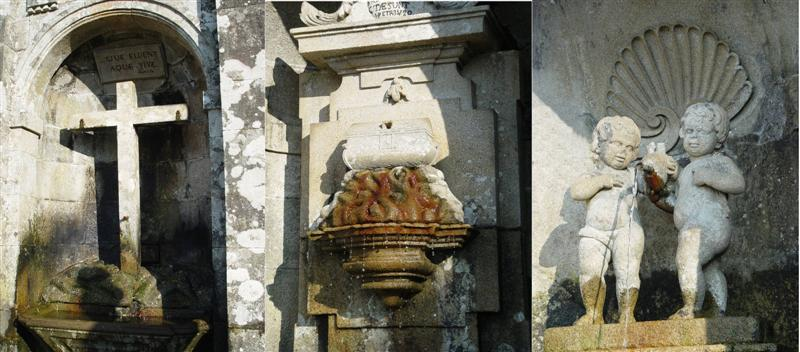
Fontes alegóricas às Três Virtudes.

Nos mesmos moldes do Escadório dos Cinco Sentidos, este trecho data de 1837. Possui três fontes dedicadas às Virtudes teologais: a Fé, a Esperança e a Caridade.
Fonte da Fé
Apresenta a inscrição "Correrão dele águas vivas", e as suas alegorias referem-se à Docilidade e à Confissão.
Fonte da Esperança
Caracteriza-se por uma figura da arca de Noé por baixo da qual cai a água. Apresenta a inscrição "Arca na qual… se salvaram almas", e as alegorias referem-se à Confiança e à Glória.
Fonte da Caridade
Caracteriza-se por uma estátua de mulher com duas crianças nos braços, com a inscrição "São três estas virtudes… a maior delas, porém, é a caridade". A água jorra do coração de uma das crianças, e as alegorias referem-se à Benignidade e à Paz.
O escadório, num total de 581 degraus, culmina no Terreiro de Moisés, onde se localiza a Fonte do Pelicano e a Estátua de São Longuinho, a que se segue o adro e a Igreja do Bom Jesus.

## Elevador

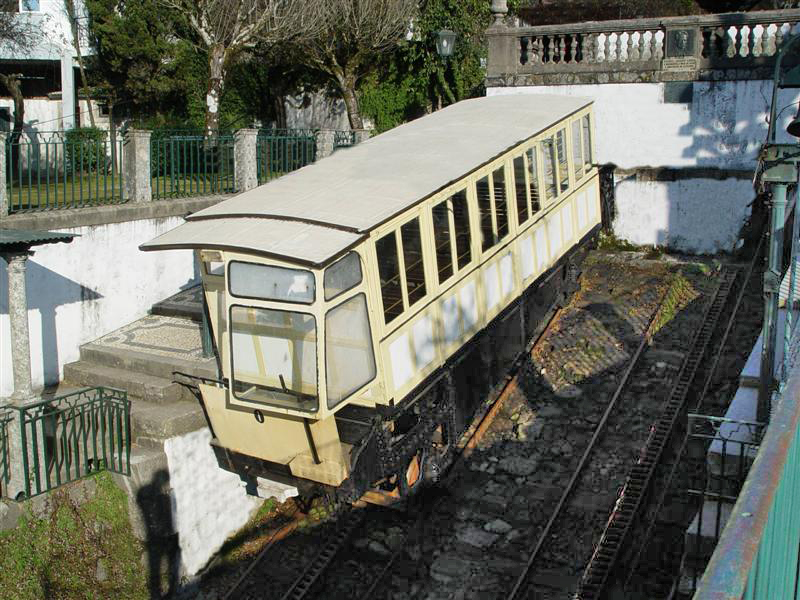
Elevador do Bom Jesus

Constitui-se num funicular que liga a parte alta da cidade de Braga ao Santuário. É gerido pela Confraria do Bom Jesus do Monte.
Foi construído por iniciativa do empresário bracarense Manuel Joaquim Gomes, com projeto do engenheiro suíço Niklaus Riggenbach. As especificações foram recebidas pelo correio e a instalação do equipamento foi feita sob a orientação do engenheiro Raul Mesnier. O funicular foi inaugurado a 25 de março de 1882, sendo o primeiro a ser instalado na Península Ibérica, um dos sete do género no mundo, e sem registo de qualquer acidente. É atualmente o mais antigo no mundo a utilizar o sistema de contrapeso de água.
Os seus carros sobem e descem de meia em meia hora e levam entre 2,5 e quatro minutos a fazer todo o percurso, conforme o número de passageiros a bordo.

## Parque
O parque constitui-se numa área arborizada, com diversos jardins e lagos artificiais (o maior dos quais com barcos para alugar), estabelecimentos de restauração, praças como o Terreiro dos Evangelistas e outras infra-estruturas.
Da autoria de André Soares é uma Casa de Fresco, obra de cerca 1751 e que inicialmente foi implantada nos jardins do Arcebispo de Braga, que foi desmantelada em 1919, tendo sido adquirida pelo Santuário do Bom Jesus do Monte que a trouxe para a sua mata, e que Reynaldo dos Santos a considerou, "depois da Janela manuelina do Convento de Cristo, a peça mais fantástica da arquitectura portuguesa".